# ظاهرة تندل

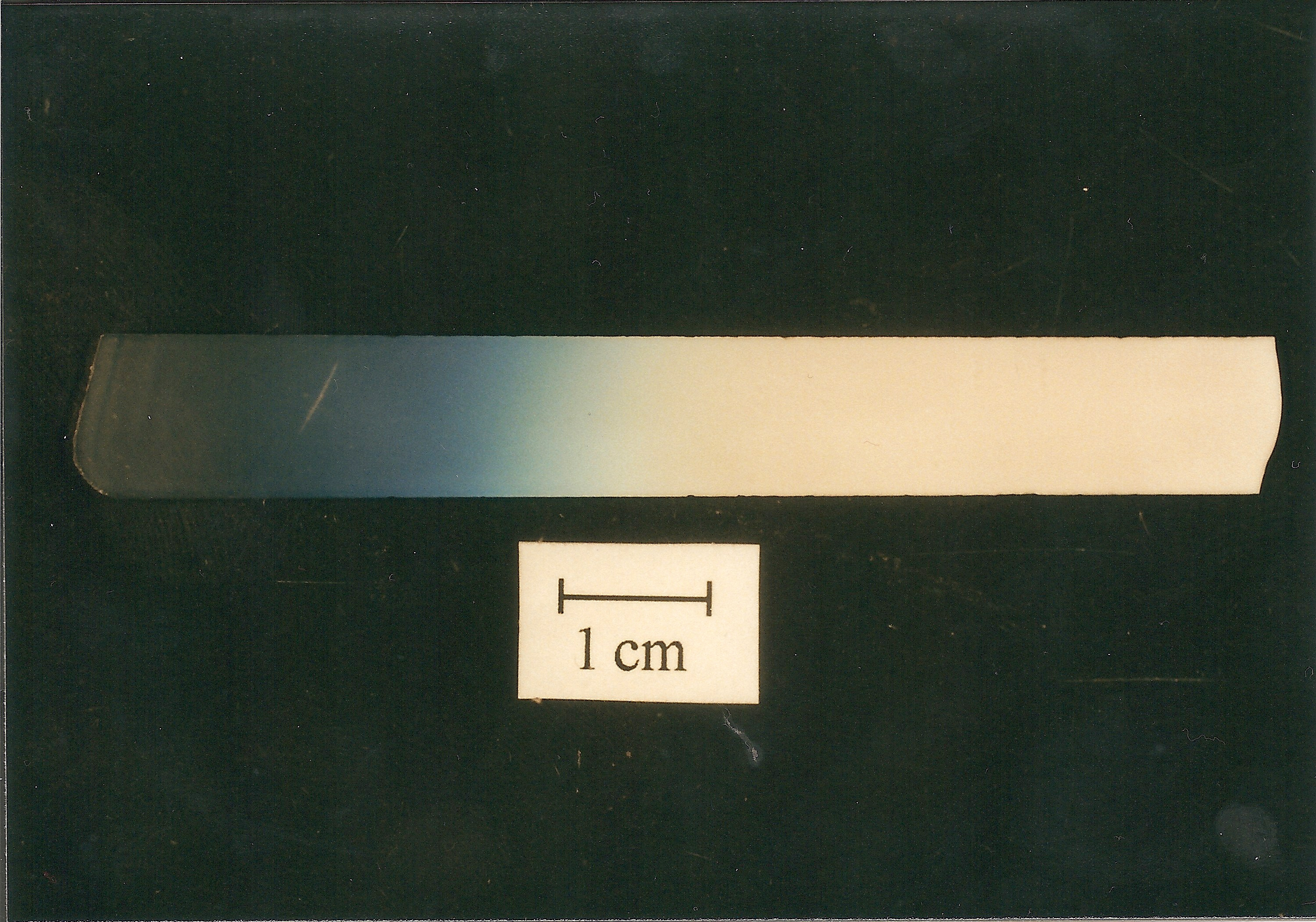
زجاج مسامي مملؤ بالماء، عينة سمكها 1 مم، صُنعت بواسطة عملية الفصل الطوري في التدرج الحراري (درجة الحرارة العالية على اليمين) لزجاج البوروسيلكيت الصوديوم، متبوعة بحمض الغسيل. تأثير تندال هي سبب ظهور تلك الألوان.

ظاهرة تِنْدَل هي عبارة عن تأثير لتبعثر الضوء في جزيئات المادة الغروانية أو في جزيئات المادة المعلقة. سُمي هذا التأثير على اسم عالم القرن التاسع عشر الإيرلندي جون تندال. هذا التأثير يشبه إلى حد كبير تبعثر رايلي، في أن شدة الضوء المبعثر يتناسب عكسيا مع القوة الرابعة للطول الموجي، ولذلك يتبعثر اللون الأزرق أكثر من تبعثر اللون الأحمر. هناك مثال في الحياة اليومية و هي رؤية الدخان المنبعث من الدراجات باللون الأزرق. أفضل شرح لهذه الظاهرة هي نظرية ماي، حيث يكون فيها حجم الجزيء أكبر بكثير من الطول الموجي للضوء.